# The Game Award de Jogo do Ano
The Game Award de Jogo do Ano (do original em inglês, The Game Award for Game of the Year) é a principal categoria da premiação de jogos eletrônicos The Game Awards, que é destinada a um jogo eletrônico que foi considerado "a melhor experiência absoluta em todos os campos criativos e técnicos" lançado em um determinado ano. É considerado o prêmio mais importante da cerimônia e das premiações de jogos, sendo o mais notório e popular entre todas as premiações de Jogo do Ano. Além disso, desde a cerimônia de 2017, uma orquestra é tocada em homenagem aos jogos indicados antes do vencedor ser revelado.
Iniciado em 2014, é considerado um "sucessor espiritual" da Spike Video Game Awards, com o primeiro vencedor dessa categoria sendo Dragon Age: Inquisition. Antes do The Game Awards 2018, apenas cinco jogos eram indicados para o prêmio, antes desse número aumentar para seis. A Nintendo EPD é a desenvolvedora que domina o número de indicações recebidas na história desta categoria, enquanto a Sony Interactive Entertainment se encontra como a publicadora com o maior número de indicações. O atual vencedor desta categoria é Astro Bot (2024), desenvolvido pela Team Asobi e publicado pela Sony Interactive.

## Indicados e vencedores

### Década de 2010
| Ano  | Jogo                                    | Desenvolvedora(s)                             | Publicadora                            | Ref.          |
| ---- | --------------------------------------- | --------------------------------------------- | -------------------------------------- | ------------- |
| 2014 | Dragon Age: Inquisition                 | BioWare                                       | Electronic Arts                        | [ 4 ] [ 5 ]   |
| 2014 | Bayonetta 2                             | PlatinumGames                                 | Nintendo                               | [ 4 ] [ 5 ]   |
| 2014 | Dark Souls II                           | FromSoftware                                  | Bandai Namco Games                     | [ 4 ] [ 5 ]   |
| 2014 | Hearthstone: Heroes of Warcraft         | Blizzard Entertainment                        | Blizzard Entertainment                 | [ 4 ] [ 5 ]   |
| 2014 | Middle-earth: Shadow of Mordor          | Monolith Productions                          | Warner Bros. Interactive Entertainment | [ 4 ] [ 5 ]   |
| 2015 | The Witcher 3: Wild Hunt                | CD Projekt Red                                | CD Projekt                             | [ 6 ] [ 7 ]   |
| 2015 | Bloodborne                              | FromSoftware                                  | Sony Computer Entertainment            | [ 6 ] [ 7 ]   |
| 2015 | Fallout 4                               | Bethesda Game Studios                         | Bethesda Softworks                     | [ 6 ] [ 7 ]   |
| 2015 | Metal Gear Solid V: The Phantom Pain    | Kojima Productions                            | Konami                                 | [ 6 ] [ 7 ]   |
| 2015 | Super Mario Maker                       | Nintendo Entertainment Analysis & Development | Nintendo                               | [ 6 ] [ 7 ]   |
| 2016 | Overwatch                               | Blizzard Entertainment                        | Blizzard Entertainment                 | [ 8 ] [ 9 ]   |
| 2016 | Doom                                    | id Software                                   | Bethesda Softworks                     | [ 8 ] [ 9 ]   |
| 2016 | Inside                                  | Playdead                                      | Playdead                               | [ 8 ] [ 9 ]   |
| 2016 | Titanfall 2                             | Respawn Entertainment                         | Electronic Arts                        | [ 8 ] [ 9 ]   |
| 2016 | Uncharted 4: A Thief's End              | Naughty Dog                                   | Sony Computer Entertainment            | [ 8 ] [ 9 ]   |
| 2017 | The Legend of Zelda: Breath of the Wild | Nintendo Entertainment Planning & Development | Nintendo                               | [ 10 ] [ 11 ] |
| 2017 | Horizon Zero Dawn                       | Guerrilla Games                               | Sony Interactive Entertainment         | [ 10 ] [ 11 ] |
| 2017 | Persona 5                               | P-Studio                                      | Atlus                                  | [ 10 ] [ 11 ] |
| 2017 | PlayerUnknown's Battlegrounds           | PUBG Corporation                              | PUBG Corporation                       | [ 10 ] [ 11 ] |
| 2017 | Super Mario Odyssey                     | Nintendo Entertainment Planning & Development | Nintendo                               | [ 10 ] [ 11 ] |
| 2018 | God of War                              | Santa Monica Studio                           | Sony Interactive Entertainment         | [ 12 ] [ 13 ] |
| 2018 | Assassin's Creed Odyssey                | Ubisoft Quebec                                | Ubisoft                                | [ 12 ] [ 13 ] |
| 2018 | Celeste                                 | Matt Makes Games                              | Matt Makes Games                       | [ 12 ] [ 13 ] |
| 2018 | Spider-Man                              | Insomniac Games                               | Sony Interactive Entertainment         | [ 12 ] [ 13 ] |
| 2018 | Monster Hunter: World                   | Capcom                                        | Capcom                                 | [ 12 ] [ 13 ] |
| 2018 | Red Dead Redemption 2                   | Rockstar Studios                              | Rockstar Games                         | [ 12 ] [ 13 ] |
| 2019 | Sekiro: Shadows Die Twice               | FromSoftware                                  | Activision                             | [ 14 ] [ 15 ] |
| 2019 | Control                                 | Remedy Entertainment                          | 505 Games                              | [ 14 ] [ 15 ] |
| 2019 | Death Stranding                         | Kojima Productions                            | Sony Interactive Entertainment         | [ 14 ] [ 15 ] |
| 2019 | Super Smash Bros. Ultimate              | Bandai Namco Studios & Sora Ltd.              | Nintendo                               | [ 14 ] [ 15 ] |
| 2019 | Resident Evil 2                         | Capcom                                        | Capcom                                 | [ 14 ] [ 15 ] |
| 2019 | The Outer Worlds                        | Obsidian Entertainment                        | Private Division                       | [ 14 ] [ 15 ] |

### Década de 2020
| Ano  | Jogo                                      | Desenvolvedora                                | Publicadora                    | Ref.          |
| ---- | ----------------------------------------- | --------------------------------------------- | ------------------------------ | ------------- |
| 2020 | The Last of Us Part II                    | Naughty Dog                                   | Sony Interactive Entertainment | [ 16 ] [ 17 ] |
| 2020 | Animal Crossing: New Horizons             | Nintendo Entertainment Planning & Development | Nintendo                       | [ 16 ] [ 17 ] |
| 2020 | Doom Eternal                              | id Software                                   | Bethesda Softworks             | [ 16 ] [ 17 ] |
| 2020 | Final Fantasy VII Remake                  | Square Enix                                   | Square Enix                    | [ 16 ] [ 17 ] |
| 2020 | Ghost of Tsushima                         | Sucker Punch Productions                      | Sony Interactive Entertainment | [ 16 ] [ 17 ] |
| 2020 | Hades                                     | Supergiant Games                              | Supergiant Games               | [ 16 ] [ 17 ] |
| 2021 | It Takes Two                              | Hazelight Studios                             | Electronic Arts                | [ 18 ] [ 19 ] |
| 2021 | Deathloop                                 | Arkane Studios                                | Bethesda Softworks             | [ 18 ] [ 19 ] |
| 2021 | Metroid Dread                             | MercurySteam                                  | Nintendo                       | [ 18 ] [ 19 ] |
| 2021 | Psychonauts 2                             | Double Fine                                   | Xbox Game Studios              | [ 18 ] [ 19 ] |
| 2021 | Ratchet & Clank: Rift Apart               | Insomniac Games                               | Sony Interactive Entertainment | [ 18 ] [ 19 ] |
| 2021 | Resident Evil Village                     | Capcom                                        | Capcom                         | [ 18 ] [ 19 ] |
| 2022 | Elden Ring                                | FromSoftware                                  | Bandai Namco Entertainment     | [ 20 ] [ 21 ] |
| 2022 | A Plague Tale: Requiem                    | Asobo Studio                                  | Focus Entertainment            | [ 20 ] [ 21 ] |
| 2022 | God of War Ragnarök                       | Santa Monica Studio                           | Sony Interactive Entertainment | [ 20 ] [ 21 ] |
| 2022 | Horizon Forbidden West                    | Guerrilla Games                               | Sony Interactive Entertainment | [ 20 ] [ 21 ] |
| 2022 | Stray                                     | BlueTwelve Studio                             | Annapurna Interactive          | [ 20 ] [ 21 ] |
| 2022 | Xenoblade Chronicles 3                    | Monolith Soft                                 | Nintendo                       | [ 20 ] [ 21 ] |
| 2023 | Baldur's Gate III                         | Larian Studios                                | Larian Studios                 | [ 22 ] [ 23 ] |
| 2023 | Alan Wake 2                               | Remedy Entertainment                          | Epic Games Publishing          | [ 22 ] [ 23 ] |
| 2023 | The Legend of Zelda: Tears of the Kingdom | Nintendo EPD                                  | Nintendo                       | [ 22 ] [ 23 ] |
| 2023 | Marvel's Spider-Man 2                     | Insomniac Games                               | Sony Interactive Entertainment | [ 22 ] [ 23 ] |
| 2023 | Resident Evil 4                           | Capcom                                        | Capcom                         | [ 22 ] [ 23 ] |
| 2023 | Super Mario Bros. Wonder                  | Nintendo EPD                                  | Nintendo                       | [ 22 ] [ 23 ] |
| 2024 | Astro Bot                                 | Team Asobi                                    | Sony Interactive Entertainment | [ 24 ]        |
| 2024 | Balatro                                   | Local Thunk                                   | Playstack                      | [ 24 ]        |
| 2024 | Black Myth: Wukong                        | Game Science                                  | Game Science                   | [ 24 ]        |
| 2024 | Elden Ring: Shadow of the Erdtree         | FromSoftware                                  | Bandai Namco Entertainment     | [ 24 ]        |
| 2024 | Metaphor: ReFantazio                      | Studio Zero                                   | Sega                           | [ 24 ]        |
| 2024 | Final Fantasy VII Rebirth                 | Square Enix                                   | Square Enix                    |               |

## Múltiplas indicações e prêmios

### Múltiplas indicações
| Indicações | Desenvolvedora         |
| ---------- | ---------------------- |
| 6          | Nintendo EPD           |
| 4          | Capcom                 |
| 4          | FromSoftware           |
| 3          | Insomniac Games        |
| 2          | Blizzard Entertainment |
| 2          | Guerrilla Games        |
| 2          | id Software            |
| 2          | Kojima Productions     |
| 2          | Naughty Dog            |
| 2          | Remedy Entertainment   |
| 2          | Santa Monica Studio    |

| Indicações | Publicadora                    |
| ---------- | ------------------------------ |
| 13         | Sony Interactive Entertainment |
| 10         | Nintendo                       |
| 4          | Capcom                         |
| 4          | Bethesda Softworks             |
| 3          | Electronic Arts                |
| 2          | Bandai Namco Entertainment     |
| 2          | Blizzard Entertainment         |

### Múltiplos prêmios
| Prêmios | Desenvolvedora |
| ------- | -------------- |
| 2       | FromSoftware   |

| Prêmios | Publicadora                    |
| ------- | ------------------------------ |
| 3       | Sony Interactive Entertainment |
| 2       | Electronic Arts                |